# Joseph Rantz
Joseph Harry "Joe" Rantz, född 31 mars 1914 i Spokane, död 10 september 2007 i Redmond, var en amerikansk roddare.
Rantz blev olympisk guldmedaljör i åtta med styrman vid sommarspelen 1936 i Berlin.